# Paractis sanctaecatherinae
Paractis sanctaecatherinae is een zeeanemonensoort uit de familie Actiniidae. De anemoon komt uit het geslacht Paractis. Paractis sanctaecatherinae werd in 1830 voor het eerst wetenschappelijk beschreven door Lesson. 